# Баграт II (эриставт-эристави)
Баграт II (груз. ბაგრატ II, умер 966/969 год) — грузинский принц Тао-Кларджети из династии Багратионов и князь Верхнего Тао с 961 года до своей смерти.

## Биография
Баграт, вероятно, являлся старшим сыном Адарнасе V Куропалата и неизвестной дочери Давида I, князя Кларджети. Он со своим младшим братом Давидом участвовал в заговоре против своего отца, вследствие чего последнего заставили отречься от престола и присоединиться к монашеской общине в 961 году. В результате Баграт становится князем Верхнего Тао. Нет никаких сведений о принятии византийского почётного титула Куропалата после этого события.
Короткое правление Баграта плохо задокументировано, и князь, имеющий титул эриставт-эристави («князь-князей»), вероятно, не добился ничего значительного в этот период. Агиографическая работа X века «Житие Григория Хандзтели» упоминает Баграта II как покровителя грузинской культуры и строителя церквей. Он также считается основателем Ошского собора.
Баграт, вероятно, умер в 966 или 969 годах. Не имея потомков, он оставил свои владения своему младшему брату Давиду III.